# Championnats ibéro-américains d'athlétisme 1986
Navigation
Édition précédente Édition suivante
La 2e édition des championnats ibéro-américains d'athlétisme s'est déroulée les 27 et 28 septembre 1986 au stade Pedro-Marrero de La Havane, à Cuba.
Elle comporte une épreuve de moins qu'en 1983, le marathon s'étant effectué lors d'une compétition séparée le 2 février à Séville.

## Participants
220 athlètes représentant 19 pays ont participé à ces deuxièmes championnats ibéro-américains.
| Amérique centrale et Caraïbes                                             | Amérique du Sud                                                                                       | Europe               |
| ------------------------------------------------------------------------- | --- | -------------------- |
| - Cuba - Guatemala - Mexique - Nicaragua - Panama - Porto Rico - Salvador | - Argentine - Bolivie - Brésil - Chili - Colombie - Équateur - Paraguay - Pérou - Uruguay - Venezuela | - Espagne - Portugal |

## Faits marquants
Les compétitions ont lieu au Stade Pedro-Marrero, qui a déjà par le passé accueilli les Jeux d'Amérique centrale et des Caraïbes de 1930 et de 1982, ainsi que Championnats d'Amérique centrale et des Caraïbes d'athlétisme 1983. La ville chilienne de Valparaiso, qui devait à l'origine accueillir les championnats, s'est désistée.
Ana Fidelia Quirot et Robson da Silva sont désignés meilleurs athlètes des championnats. La Cubaine signe un doublé 400 - 800 m et reçoit une troisième médaille d'or au relais 4 × 400 mètres. Quant au Brésilien, il remporte également trois titres, au 100 m, au 200 m et au relais 4 × 100 mètres. De plus, ses 10 s 02 constituent un nouveau record d'Amérique du Sud du 100 m.
Le pays hôte, Cuba, termine largement en tête du classement aux médailles, notamment chez les femmes, qui accaparent 9 titres sur les 15 mis en jeu. L'Espagne arrive en deuxième position, grâce à ses bons résultats en demi-fond et haies masculins, suivie du Brésil.
23 nouveaux records des championnats sont établis. Le jeune Cubain Luis Bueno réalise 8,25 m à la longueur, retombant à 9 cm du record du monde junior. À la hauteur, Javier Sotomayor, le recordman du monde junior, réussit 2,30 m.

## Podiums

### Hommes
| 100 m | Robson da Silva 10 s 02 AR CR                                                            | Andrés Simón 10 s 19                                                             | Ricardo Chacón 10 s 36                                                            |
| 200 m | Robson da Silva 20 s 43 CR                                                               | Luís Cunha 21 s 08                                                               | Antonio Sánchez 21 s 23                                                           |
| 400 m | Félix Stevens 45 s 83 CR                                                                 | Roberto Hernández 46 s 03                                                        | Cayetano Cornet 47 s 03                                                           |
| 800 m | Mauricio Hernández 1 min 48 s 05 CR                                                      | Luis Toledo 1 min 48 s 81                                                        | Luis Migueles 1 min 49 s 19                                                       |
| 1 500 m | José Luis Carreira 3 min 44 s 93 CR                                                      | Andrés Vera 3 min 44 s 99                                                        | Mauricio Hernández 3 min 45 s 68                                                  |
| 5 000 m | Abel Antón 13 min 49 s 76 CR                                                             | Adauto Domingues 13 min 50 s 36                                                  | Elísio Rios 13 min 51 s 34                                                        |
| 10 000 m | Elísio Rios 29 min 59 s 54                                                               | Joaquim Pinheiro 29 min 59 s 71                                                  | Rolando Vera 30 min 10 s 05                                                       |
| 110 m haies | Carlos Sala 13 s 89                                                                      | Lyndon Campos 13 s 99                                                            | Ángel Bueno 14 s 08                                                               |
| 400 m haies | José Alonso 49 s 96                                                                      | Pablo Squella 50 s 17                                                            | Francisco Velazco 50 s 75                                                         |
| 3 000 m steeple | Adauto Domingues 8 min 31 s 91                                                           | Juan Ramón Conde 8 min 34 s 08                                                   | Ricardo Vera 8 min 34 s 92                                                        |
| 4 × 100 m | Brésil Jailto Santos Bonfim Katsuhiko Nakaia Arnaldo da Silva Robson da Silva 39 s 30 CR | Cuba Ricardo Chacón Osvaldo Lara Sergio Querol Andrés Simón 39 s 46              | Espagne Florencio Gascón Juan José Prado Carlos Sala José Javier Arqués 40 s 15   |
| 4 × 400 m | Espagne Juan José Prado Cayetano Cornet José Alonso Antonio Sánchez 3 min 08 s 54        | Cuba José Duany Francisco Velazco Jorge Valentín Roberto Hernández 3 min 09 s 09 | Pérou Marco Mautino Alberto Isu Ramiro Quintana Moisés del Castillo 3 min 17 s 12 |
| 20 km marche | Marcelino Colín 1 h 33 min 04 s                                                          | Jesús Flores 1 h 37 min 02 s                                                     | Edel Oliva 1 h 40 min 13 s                                                        |
| Saut en hauteur | Javier Sotomayor 2,30 m CR                                                               | Francisco Centelles 2,18 m                                                       | Gustavo Becker 2,18 m                                                             |
| Saut à la perche | Alberto Ruiz 5,20 m =CR                                                                  | Javier García 5,20 m =CR                                                         | Rubén Camino 5,00 m                                                               |
| Saut en longueur | Luis Bueno 8,25 m CR                                                                     | Osvaldo Larrondo 7,83 m                                                          | Olivier Cadier 7,72 m                                                             |
| Triple saut | Héctor Marquetti 16,26 m                                                                 | Jorge Reyna 16,25 m                                                              | José Leitão 15,45 m                                                               |
| Lancer du poids | Gert Weil 19,82 m CR                                                                     | Paul Ruiz 18,24 m                                                                | Adilson Oliveira 18,02 m                                                          |
| Lancer du disque | Roberto Moya 59,04 m                                                                     | Sinesio Garrachón 57,70 m                                                        | Raúl Calderón 55,82 m                                                             |
| Lancer du marteau | Raúl Jimeno 66,90 m                                                                      | Francisco Soria 64,10 m                                                          | Pedro Rivail Atílio 63,10 m                                                       |
| Lancer du javelot (nouveau modèle) | Ramón González 76,38 m CR                                                                | Reinaldo Patterson 72,12 m                                                       | Carlos Cunha 64,84 m                                                              |
| Records et Performances - AR : Record continental (area record) - CR : Record des championnats (championship record) - MR : Record du meeting (meet record) - NR : Record national (national record) - OR : Record olympique (olympic record) - PR : Record paralympique (paralympic record) - PB : Record personnel (personal best) - SB : Meilleure performance personnelle de la saison (season's best) - WL : Meilleure performance mondiale de l'année (world leader) - WJR : Record du monde junior (world junior record) - WR : Record du monde (world record) Circonstances et Conditions - DNF : N'a pas terminé (did not finish) - DNS : N'a pas pris le départ (did not start) - DQ : Disqualification (disqualification) - NM : Aucun essai valable enregistré (No Mark) - Q : Qualifié « directement » au prochain tour (ou à la prochaine compétition), lors d'une compétition majeure, grâce au classement ou à la réalisation des minima (automatic qualifier) - q : Qualifié au prochain tour (ou à la prochaine compétition), lors d'une compétition majeure, grâce au repêchage ou à la réalisation de l'une des meilleures performances parmi celles des « non qualifiés directement » (grâce au meilleur temps ou à la meilleure distance par exemple) (secondary qualifier) |                                                                                          |                                                                                  |                                                                                   |

### Femmes
| 100 m | Alma Delia Vázquez 11 s 76                                                             | Blanca Lacambra 11 s 80                                                                         | Sheila de Oliveira 11 s 93                                                                |
| 200 m (Vent : 2,1 m/s) | Ximena Restrepo 23 s 76                                                                | Susana Armenteros 24 s 05                                                                       | Liliana Chalá 24 s 15                                                                     |
| 400 m | Ana Fidelia Quirot 50 s 78                                                             | Norfalia Carabalí 53 s 38                                                                       | Cristina Pérez 54 s 33                                                                    |
| 800 m | Ana Fidelia Quirot 2 min 00 s 23 CR                                                    | Soraya Telles 2 min 01 s 55                                                                     | Nery McKeen 2 min 03 s 07                                                                 |
| 1 500 m | Alejandra Ramos 4 min 22 s 34                                                          | Rosa Oliveira 4 min 23 s 11                                                                     | Asunción Sinovas 4 min 23 s 89                                                            |
| 3 000 m | Asunción Sinovas 9 min 36 s 92                                                         | Rosa Oliveira 9 min 38 s 70                                                                     | Carmen Díaz 9 min 40 s 96                                                                 |
| 100 m haies | Odalys Adams 13 s 49                                                                   | Julieta Rosseaux 13 s 66                                                                        | Sandra Taváres 14 s 03                                                                    |
| 400 m haies | Cristina Pérez 58 s 51 CR                                                              | Odalys Hernández 58 s 82                                                                        | Tania Fernández 59 s 15                                                                   |
| 4 × 100 m | Mexique Sandra Tavárez Alma Delia Vázquez Alejandra Flores Guadalupe García 45 s 95 CR | Brésil Maria Aparecida Correa Claudiléia Matos Santos Celia da Costa Sheila de Oliveira 46 s 22 | Cuba Julieta Rousseau Luisa Ferrer Susana Armenteros María Zamora 46 s 29                 |
| 4 × 400 m | Cuba Mercedes Álvarez Odalys Hernández Nery McKeen Ana Fidelia Quirot 3 min 33 s 70    | Espagne Esther Lahoz Montserrat Pujol Cristina Pérez Blanca Lacambra 3 min 36 s 82              | Mexique Alejandra Flores Guadalupe García Leticia Gracia Alma Delia Vázquez 3 min 44 s 71 |
| Saut en hauteur | Silvia Costa 1,84 m CR                                                                 | Asunción Morte 1,79 m                                                                           | Orlane dos Santos 1,76 m                                                                  |
| Saut en longueur | Eloína Echevarría 6,29 m                                                               | Niurka Montalvo 6,11 m                                                                          | Graciela Acosta 5,93 m                                                                    |
| Lancer du poids | Belsis Laza 15,93 m CR                                                                 | Marcelina Rodríguez 15,32 m                                                                     | Maria Fernandes 15,21 m                                                                   |
| Lancer du disque | Rita Álvarez 58,90 m CR                                                                | María Isabel Urrutia 56,84 m                                                                    | Bárbara Hechevarría 54,00 m                                                               |
| Lancer du javelot | María Caridad Colón 61,80 m CR                                                         | Dulce García 59,60 m                                                                            | Sueli dos Santos 52,34 m                                                                  |
| Records et Performances - AR : Record continental (area record) - CR : Record des championnats (championship record) - MR : Record du meeting (meet record) - NR : Record national (national record) - OR : Record olympique (olympic record) - PR : Record paralympique (paralympic record) - PB : Record personnel (personal best) - SB : Meilleure performance personnelle de la saison (season's best) - WL : Meilleure performance mondiale de l'année (world leader) - WJR : Record du monde junior (world junior record) - WR : Record du monde (world record) Circonstances et Conditions - DNF : N'a pas terminé (did not finish) - DNS : N'a pas pris le départ (did not start) - DQ : Disqualification (disqualification) - NM : Aucun essai valable enregistré (No Mark) - Q : Qualifié « directement » au prochain tour (ou à la prochaine compétition), lors d'une compétition majeure, grâce au classement ou à la réalisation des minima (automatic qualifier) - q : Qualifié au prochain tour (ou à la prochaine compétition), lors d'une compétition majeure, grâce au repêchage ou à la réalisation de l'une des meilleures performances parmi celles des « non qualifiés directement » (grâce au meilleur temps ou à la meilleure distance par exemple) (secondary qualifier) |                                                                                        |                                                                                                 |                                                                                           |

## Tableau des médailles
| Rang  | Nation    | Or | Argent | Bronze | Total |
| ----- | --------- | -- | ------ | ------ | ----- |
| 1     | Cuba      | 15 | 18     | 10     | 43    |
| 2     | Espagne   | 9  | 6      | 7      | 22    |
| 3     | Brésil    | 4  | 4      | 7      | 15    |
| 4     | Mexique   | 4  | 1      | 3      | 8     |
| 5     | Chili     | 2  | 1      | 0      | 3     |
| 6     | Portugal  | 1  | 4      | 3      | 8     |
| 7     | Colombie  | 1  | 2      | 0      | 3     |
| 8=    | Équateur  | 0  | 0      | 2      | 2     |
| 8=    | Uruguay   | 0  | 0      | 2      | 2     |
| 10=   | Argentine | 0  | 0      | 1      | 1     |
| 10=   | Pérou     | 0  | 0      | 1      | 1     |
| Total | Total     | 36 | 36     | 36     | 108   |